# Американский национализм

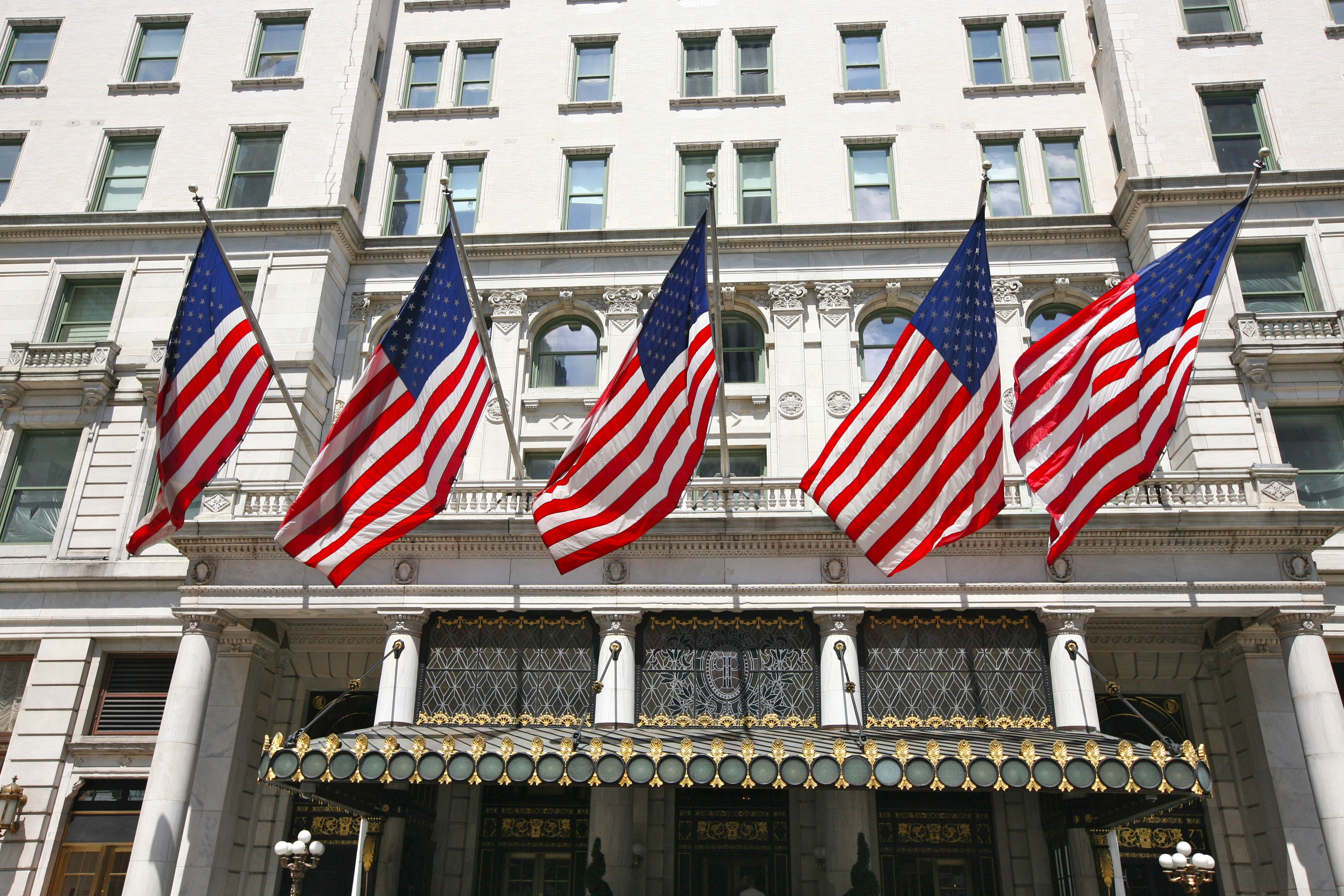
Исследования подтвердили, что флаг США положительно влияет на американский национализм

Америка́нский национали́зм (англ. American nationalism) или национали́зм Соединённых Шта́тов Аме́рики (англ. United States nationalism) — формы гражданского, культурного, экономического или этнического национализма, встречающиеся в США. Термин относится к политическим аспектам, которые выделяют Соединённые Штаты как автономное политическое сообщество; описывает тенденции по укреплению американской национальной самобытности на национальном и международных уровнях.
Все четыре формы национализма находили выражение на протяжении всей истории Соединённых Штатов, в зависимости от исторического периода. Американские учёные, такие как Ханс Кон, заявляют, что правительство США институционализировало гражданский национализм, основанный на правовых и рациональных концепциях гражданства, общем языке и культурных традициях.
Отцы-основатели США, провозглашая в Конституции права и свободы народа Соединённых Штатов — американской нации — ограничивали её определённым этническим сообществом — белыми англосаксонскими протестантами. Не была исключена и возможность вхождения в американскую нацию представителей некоторых других народов Европы, например, германских протестантов — немцев и голландцев. Однако отношение к романским этносам — испанцам и французам, и, тем более, к латиноамериканцам, было значительно хуже: согласно отцам-основателям, данные этносы находились за пределами американской нации. По расовому признаку членами американской нации не считались чернокожие американцы вплоть до 1875 года и американские индейцы — вплоть до 1924 года. До середины XIX века в США действовало «правило одной капли крови», согласно которому «небелыми» считались те, кто имел чёрных или индейских предков вплоть до седьмого поколения. Первоначально американская нация понималась как расово-этническая, а не как гражданская общность. Американская национальная идентичность сохраняла расово-этническую основу вплоть до начала Второй мировой войны, когда США приняли большое число иммигрантов из стран Восточной и Южной Европы (поляки, евреи, итальянцы и др.).

## История
Соединённые Штаты исторически восходят к Тринадцати колониям, основанным Великобританией в XVII и начале XVIII веков. Их жители отождествляли себя с Великобританией вплоть до середины XVIII века, когда возникло первое чувство «американца».

Обычно считается, что на картине Джона Трамбулла «Декларация независимости» изображено подписание Декларации независимости США, но в действительности на ней изображено, как редакционный комитет представляет свою работу Конгрессу

Важным этапом на пути формирования американской нации и американского национализма стал конфликт между колониями и метрополией, вызванный рядом решений британского правительства, включая налогообложение, в частности, предоставление Ост-Индской компании права беспошлинной торговли чаем в Америке. Американцы в целом были согласны с тем, что только их собственные колониальные законодательные органы — а не парламент в Лондоне — могут принимать решения о налогах. Парламент решительно настаивал на обратном, и компромисса найдено не было. Лондонское правительство наказало Бостон за Бостонское чаепитие, и тринадцать колоний объединились и сформировали Континентальный конгресс, который длился с 1774 по 1789 год. В 1775 году вспыхнули боевые действия. В результате, уже в начале 1776 года большая часть американцев стали сторонниками независимости, в том числе, под влиянием Томаса Пейна. Его памфлет «Здравый смысл» стал бестселлером в 1776 году. Конгресс единогласно принял Декларацию независимости, объявив о создании нового государства — Соединённых Штатов Америки — и новой нации. Американские патриоты выиграли Войну за независимость США и в 1783 году заключили мир с Великобританией. Лоялистское меньшинство (сторонники короля Георга III) могло остаться или уехать, но около 80 % остались и стали полноправными гражданами Америки. Частые парады наряду с новыми ритуалами и церемониями и новым флагом стали популярными поводами для выражения духа американского национализма.
Новая нация действовала при очень слабом федеральном правительстве, созданном Статьями Конфедерации, и большинство американцев ставили лояльность своему штату выше лояльности к общему государству. Националисты во главе с Джорджем Вашингтоном, Александром Гамильтоном и Джеймсом Мэдисоном были недовольны таким положением дел и потребовали от Конгресса созвать Конституционный конвент, который и состоялся в 1787 году. На нём была выработана Конституция сильного национального правительства, которая обсуждалась во всех штатах и была единогласно принята. Она вступила в силу в 1789 году, когда Вашингтон стал первым президентом.
В 1858 году будущий президент Авраам Линкольн в своей знаменитой речи сослался на форму американского гражданского национализма, проистекающую из принципов Декларации независимости как силу национального единства в Соединённых Штатах, заявив, что это был метод объединения представителей разных народов и этнических групп в общую нацию:

Если они оглянутся на эту историю, чтобы проследить свою связь с теми днями по крови, они обнаружат, что у них её нет, они не могут вернуться в ту славную эпоху и почувствовать себя частью нас, но когда они смотрят сквозь ту старую Декларация независимости они обнаруживают, что эти старики говорят: «Мы считаем эти истины самоочевидными, что все люди созданы равными», а затем они чувствуют, что моральные чувства, которым учили в те дни, доказывают их отношение к этим людям, что они является отцом всех моральных принципов в них, и что они имеют право требовать их, как если бы они были кровью от крови и плотью от плоти людей, написавших Декларацию, и так оно и есть. Это электрический шнур в этой Декларации, который соединяет вместе сердца патриотичных и свободолюбивых людей, который будет связывать эти патриотические сердца, пока любовь к свободе существует в умах людей во всём мире.
Оригинальный текст (англ.)If they look back through this history to trace their connection with those days by blood, they find they have none, they cannot carry themselves back into that glorious epoch and make themselves feel that they are part of us, but when they look through that old Declaration of Independence they find that those old men say that "We hold these truths to be self-evident, that all men are created equal", and then they feel that moral sentiment taught in that day evidences their relation to those men, that it is the father of all moral principle in them, and that they have a right to claim it as though they were blood of the blood, and flesh of the flesh of the men who wrote the Declaration, and so they are. That is the electric cord in that Declaration that links the hearts of patriotic and liberty-loving men together, that will link those patriotic hearts as long as the love of freedom exists in the minds of men throughout the world.
— Авраам Линкольн, обращение к избирателям Чикаго, 10 июля 1858 г.

### Гражданская война в США
Вопрос рабства, в частности, разрешать или запрещать рабство в новых штатах, постепенно привёл США к расколу. Белые южане всё больше чувствовали себя отчужденными, всё чаще задаваясь вопросом, превзошла ли их лояльность по отношению к нации их верность своему штату и их образу жизни, который значительно отличался от образа жизни северян. Особенно национализм белых южан проявился в 1860 году, когда избрание Линкольна стало сигналом для большинства рабовладельческих штатов Юга к отделению и формированию своей новой нации. Правительство нового государства возлагало на население всё большее бремя во имя независимости. Жестокие боевые действия конфедератов продемонстрировали их преданность смерти за независимость. Правительство и армия отказались идти на компромисс и в 1865 году были разбиты Армией Союза. Пережив период Реконструкции 1890-м годам белый Юг почувствовал себя оправданным благодаря своей вере в недавно созданную память о утраченном деле Конфедерации. Дух американского национализма вернулся к Дикси.

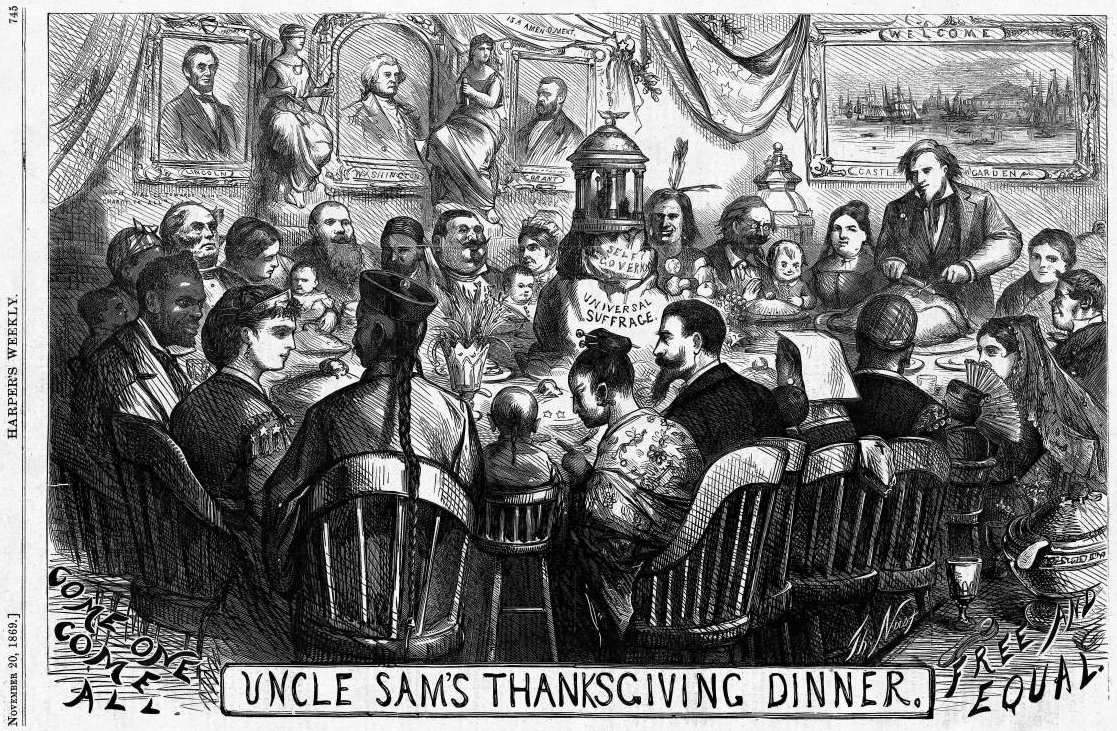
Карикатура Томаса Наста 1869 года, поддерживающая американскую исключительность, показывает, что американцы разного происхождения и этнического происхождения сидят вместе за обеденным столом вместе с Колумбией, чтобы насладиться трапезой в День Благодарения как равноправные члены американского общества, в то время как дядя Сэм готовит и накрывает стол, таким образом поддерживая инклюзивную форму американского национализма, который носит гражданский характер, когда членство в нации не зависит от этнической принадлежности.

Триумф Севера в Гражданской войне в США ознаменовал собой значительный сдвиг в американской национальной идентичности. Ратификация Четырнадцатой поправки решила основной вопрос национальной идентичности, такой как критерии для получения гражданства Соединённых Штатов. Каждый, кто родился в территориальных границах Соединенных Штатов или этих территорий и подпадал под их юрисдикцию, признавался американским гражданином, независимо от этнической принадлежности или социального статуса (коренные жители резерваций стали гражданами в 1924 году).

### Иммиграция
В условиях очень быстро растущей индустриальной экономики количество иммигрантов из Европы, а позже Канады, Мексики и Кубы, стало исчисляться миллионами. Чтобы стать полноправным гражданином, нужно было выждать пять лет.
Однако новоприбывшие из Азии не приветствовались. В 1880-х годах были введены ограничения на китайских иммигрантов, а в 1907 году неофициальные ограничения — на въезд японцев. К 1924 году любому азиату было трудно въехать в Соединённые Штаты, но дети, рождённые в США от азиатских родителей, были полноправными гражданами. Ограничения для китайцев были сняты в 1940-х годах, для других азиатов в 1965 году.

Газета, сообщающая об аннексии Гавайской республики в 1898 году.